# 平出
平出（へいしゅつ）とは、文書の文中に敬意を表すべき文字が出てきたときにこれに敬意を表すために行われる書式の1つ。「平頭抄出」の略（『令義解』）であり、該当する用語を用いる際に改行を行って当該用語を行頭に置いて書き出すこと。

## 概要

### 中国
中国の古典籍では対象への敬意を表す場合、直前を空ける闕字、直前で改行する平出、直前で改行して文字を嵩上げする擡頭（たいとう）の三種がある。
敬意表現の程度としては闕字よりも高く擡頭よりは低い。闕字や平出は唐令に規定された敬意表現であるのに対し、擡頭は元朝以降に敬意表現として明確になった。

### 日本
日本でも中国の書式に倣って公式令にて闕字とともに規定された。ただし、中国の唐の律令における公式令の規定と日本の大宝律令の公式令と養老律令の公式令では適用された用語に違いがあることが知られている。
公式様文書を始め各種の文書で広く用いられた。
中世の書札様文書でも用いられていたが、公文書の変化を反映して、天皇や院の意向や気持ちを意味する「綸旨」「院宣」「天気」「院御気色」などの語が平出の対象とされていた。
近世に入ると、幕府や将軍を意味する「御公儀」や（公儀の）「仰出」なども平出の対象とされた。
近代に入ると、擡頭・闕字・闕画とともに文章を煩雑する原因とみなされ、1872年（明治5年）1月に天皇の諱に対する闕画を廃止し、8月には左院の議によってその他の平出・擡頭・闕字・闕画を文中に用いることを停止した。

## 平出の対象とされた語

### 唐
- 昊天
- 后土
- 天神
- 地祇
- 上帝
- 天帝
- 廟号
- 祧
- 皇祖
- 皇祖妣（皇曽祖妣・皇高祖妣）
- 皇考
- 皇妣
- 先帝
- 先后
- 皇帝
- 天子
- 陛下
- 至尊
- 太皇太后
- 皇太后
- 皇后
- 皇太子

### 日本
- 皇祖
- 〔大宝律令〕皇祖考/〔養老律令〕皇祖妣
- 皇考
- 皇妣
- 先帝
- 天子
- 天皇
- 皇帝
- 陛下
- 至尊
- 太上天皇
- 天皇諡
- 太皇太后（太皇太妃・太皇太夫人）
- 皇太后（皇太妃・皇太夫人）
- 皇后